# 走る (坂本真綾の曲)
「走る」（はしる）は、坂本真綾の4枚目のシングル。1998年11月21日にビクターエンタテインメントから発売された。

## 概要
アルバム『DIVE』の先行シングルとしてリリースされ、シングルで唯一のノンタイアップ作品である。アルバムにはボーカル新録のアルバム・バージョンが収録されており、後に発売されたベスト・アルバムにも未収録のため、原曲はこのシングルでしか聴くことはできないが、8センチCDのため入手困難になりつつある。一方でカップリング曲の「パイロット」は『DIVE』『シングルコレクション+ ハチポチ』『everywhere』と複数のアルバムに収録されている。
また、この作品で初めてPVが制作された（後にベスト・アルバム『シングルコレクション+ ニコパチ』初回限定盤でDVD化される）。
累計出荷枚数は2300枚。

## 収録曲
（全作曲・編曲：菅野よう子）
1. 走る [5:35]
作詞：岩里祐穂
2. パイロット [3:55]
作詞：坂本真綾
3. 走る（VOCAL OFF）
4. パイロット（VOCAL OFF）

## 収録作品
| 曲名       | 収録アルバム                       | 発売日         | 備考                                                  |
| ---------- | ---------------------------------- | -------------- | ----------------------------------------------------- |
| 走る       | 『DIVE』                           | 1998年12月19日 | 2ndオリジナルアルバム                                 |
| 走る       | 『シングルコレクション+ ニコパチ』 | 2003年7月30日  | 2ndシングルコレクションアルバム 付属DVDにPVとして収録 |
| パイロット | 『DIVE』                           | 1998年12月19日 | 2ndオリジナルアルバム                                 |
| パイロット | 『シングルコレクション+ ハチポチ』 | 1999年12月16日 | 1stシングルコレクションアルバム                       |
| パイロット | 『Everywhere』                     | 2010年3月31日  | ベストアルバム                                        |

## カバー
- 秋山奈々がシングル「同じ星」（2007年）のカップリング曲として「走る」をカバーしている。